# Miguel Lopes
Hugo Miguel Almeida Costa Lopes (* 19. prosince 1986 Lisabon) je portugalský fotbalista. Portugalsko reprezentoval ve čtyřech zápasech v roce 2012. Získal bronzovou medaili na mistrovství Evropy v roce 2012. S FC Porto se stal mistrem Portugalska (2012–13). Byl jeho kmenovým hráčem v letech 2009–2012, byl však především posílán na hostování. Působil též v Rio Ave (2007–2009), Sportingu Lisabon (2013–2017), Akhisar Belediyesporu (2017–2019) a od roku 2019 je hráčem Kayserisporu.